# Cartierul Ioșia din Oradea

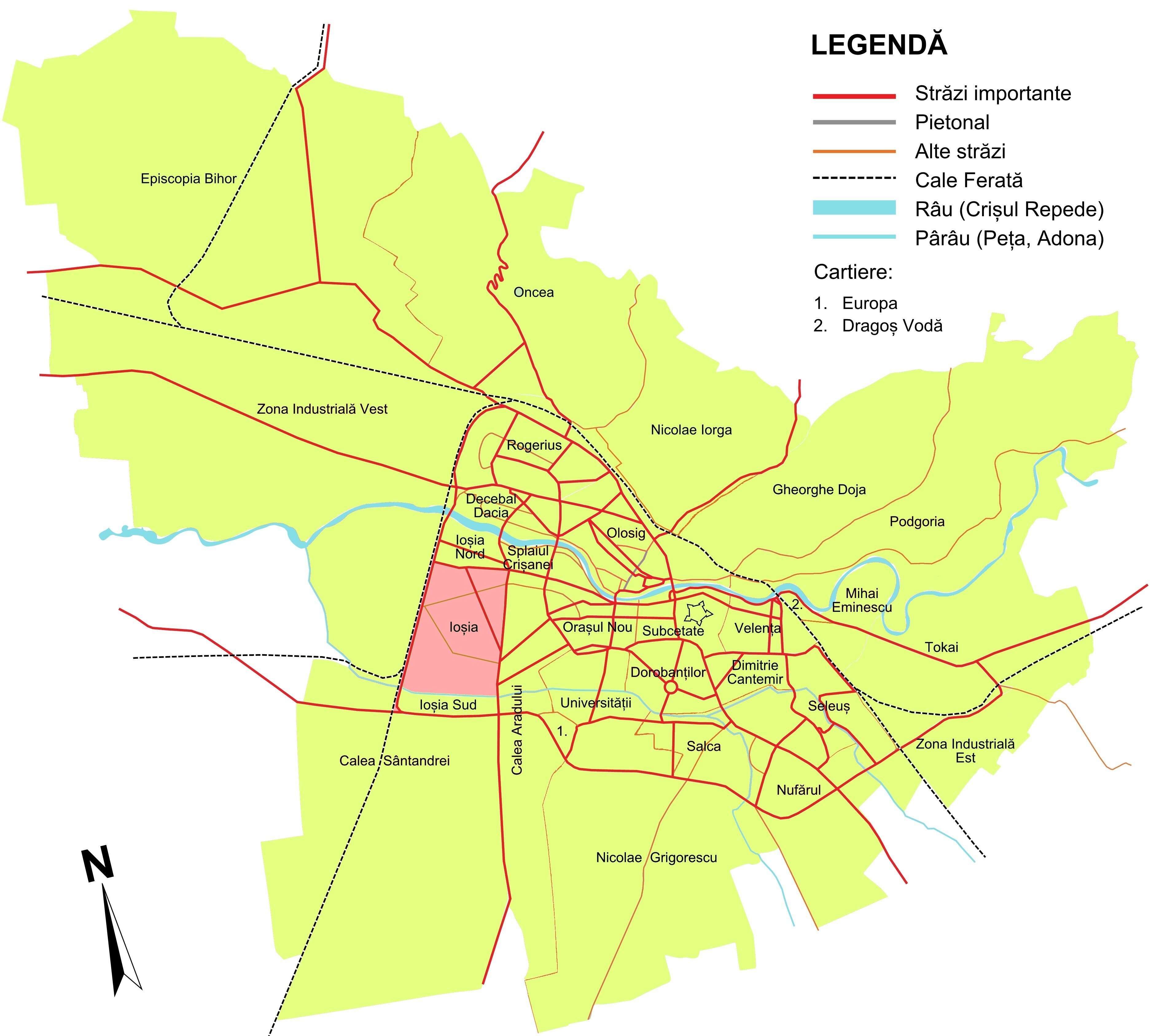
Poziția cartierului Ioșia în Oradea

Ioșia (din maghiară Őssi ) este unul dintre cele mai mari cartiere din Oradea, România. 

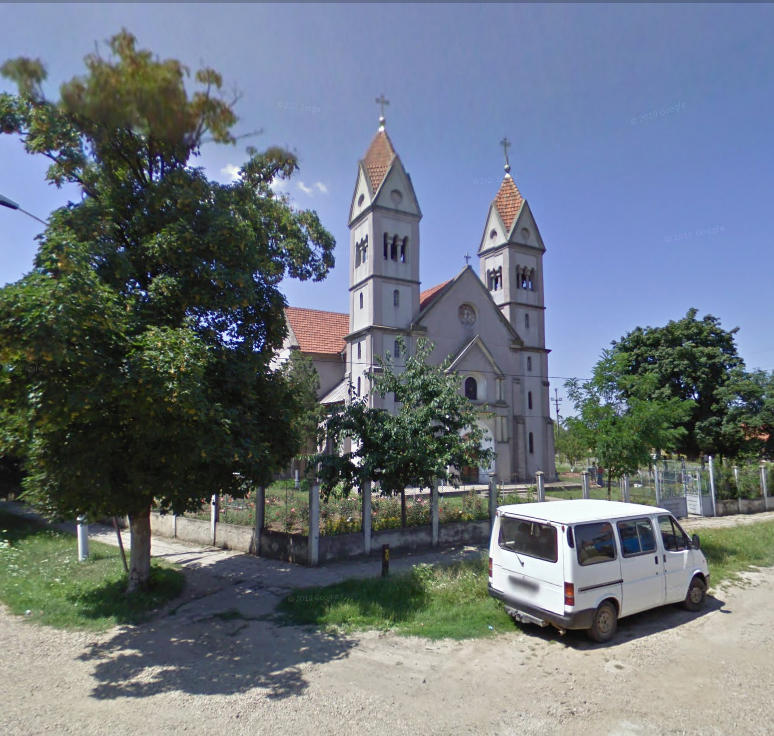
Biserica romano-catolică din cartierul Ioșia

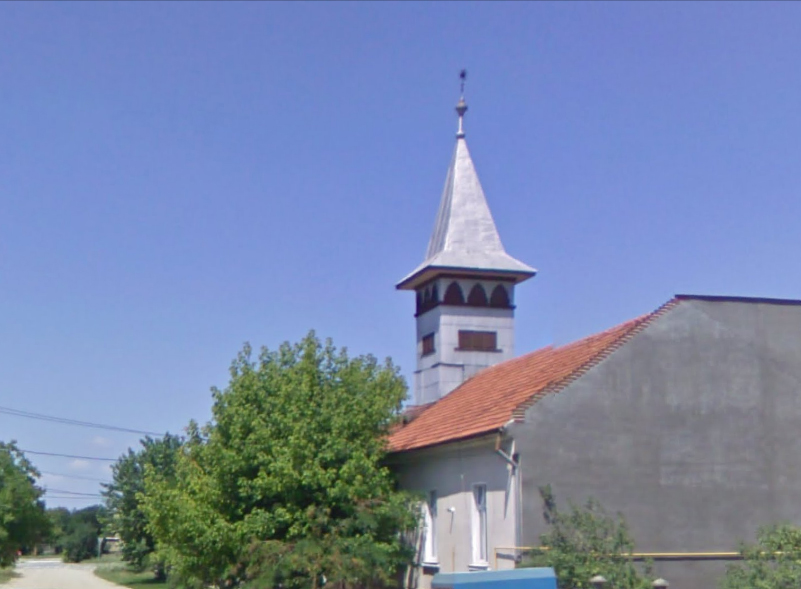
Biserica Biserica Reformată din Cartierul Ioșia

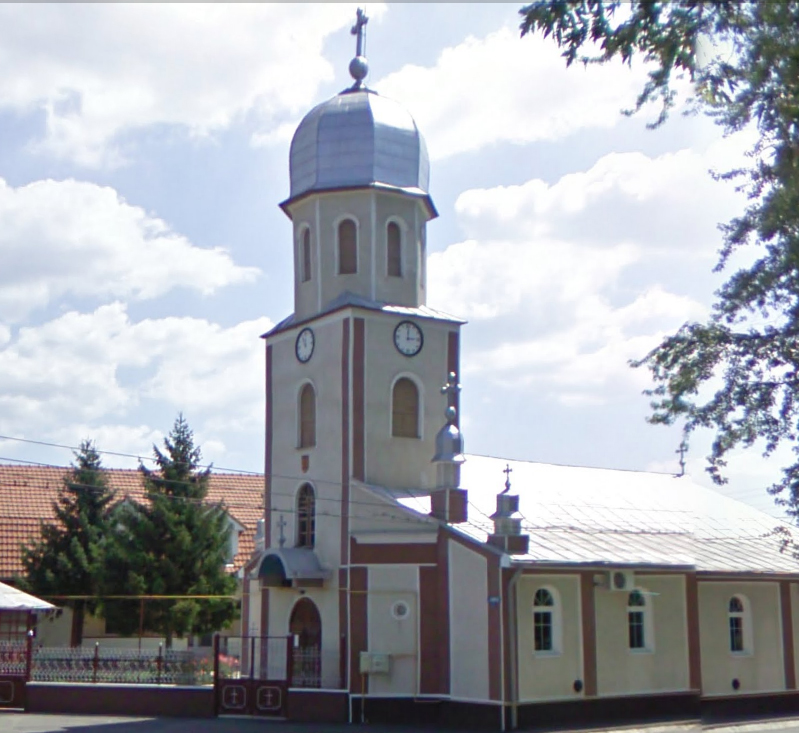
Biserica Ortodoxă din Cartierul Ioșia

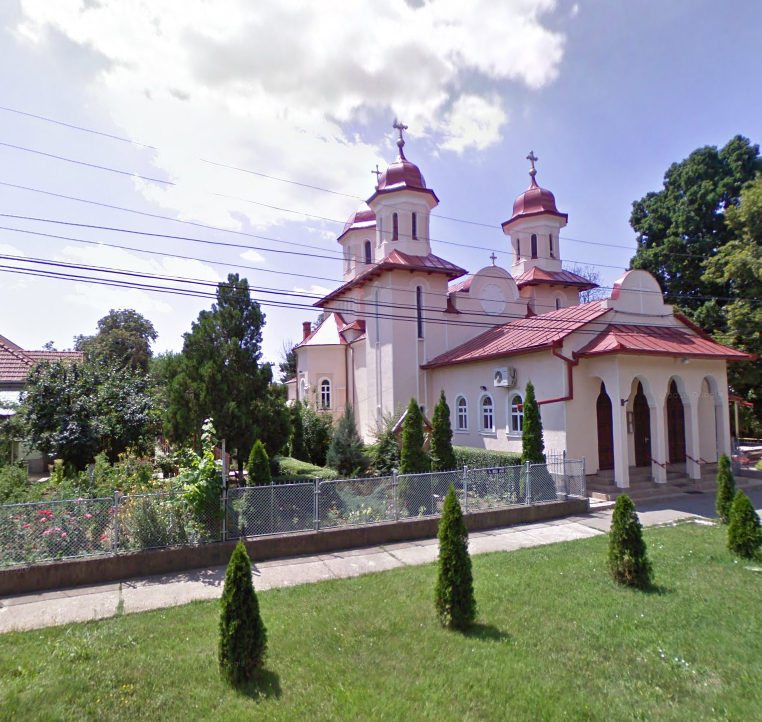
Biserica Ortodoxă Sfinții Apostoli din Cartierul Ioșia

Se împarte în trei zone: Ioșia (între pârâul Peța, strada Ovid Densușianu, strada Oneștilor și strada Lăpușului), Ioșia-Nord (între strada Lăpușului, râul Crișul Repede, strada Ovid Densușianu și strada Oneștilor) și Ioșia-Sud (din ianuarie 2011, între pârâul Peța, Calea Aradului și strada Ovid Densușianu și Calea Sântandrei). 
Ioșia este unul din cele mai importante cartiere orădene, cu numeroase centre comerciale, hypermarketuri și supermarketuri. 
În comparație cu celelalte cartiere ale municipiului, Ioșia a avut parte recent de nivelul cel mai mare de dezvoltare. Diverse companii, între care Real, OBI, Oradea Shopping City, Bricostore, ERA Shopping Park, Carrefour, Penny Market, Lidl etc. și-au înființat filiale de comerț cu amănuntul.

## Istoric
Numele Ioșia este un derivat al unor denumiri medievale vechiul sat Ioșia,se numea Ewsy (Eusci) sau Ösi, se afla între Oradea și Sântandrei, între văile Crișului Repede și pârâului Peța.
Ioșia a fost prima   zona  rezidențiala, inițial aparținând Sântandreiului și trecută în unitatea administrativ-teritorială a Oradiei la începutul anilor ’30. Cartierul era populat de coloniști bihoreni, de gardienii publici și chestorii orașului, funcționari români, avocați, ingineri și judecători, precum și de pensionari români, care, "în grija lor de a-și putea educa vlăstarele, s’au retras în colonia Ioșia, unde, având la dispoziție pământ, și-au construit umilele lor cămine", după cum nota Gazeta de Vest. Până în 1931 aici s-ar fi ridicat circa 500 de case, locuite de 5.000 de persoane, 80% dintre ei români.

## Biserica Sf. Tereza
Piatra de temelie a fost pusă în 1933, iar la 28 iulie 1934 vicarul Molnár sfințește biserica și clopotul mare donat de starețul István Szabó  din Satu Mare.
Inginerul constructor Antal Szallerbeck a proiectat biserica în stilul unei bazilici neoromanice.
Primul paroh DR. TOMBORY BÉLA a vegheat la bunul mers al lucrărilor de construcție.